# Phenol-Chloroform-Extraktion
Als Phenol-Chloroform-Extraktion wird eine biochemische DNA-Extraktionsmethode bezeichnet, welche für die Trennung von Proteinen, DNA und RNA eingesetzt wird. Das Verfahren beruht auf den unterschiedlichen Löslichkeiten der zu extrahierenden Substanzen in einer zweiphasigen Emulsion.

## Trennprinzip
Für die Trennung wird die zu behandelnde wässrige Lösung mit einer Phenol-Chloroform-Lösung (Phenol und Chloroform im Volumenverhältnis 1:1) versetzt. Es bildet sich ein Zwei-Phasen-System, bei dem die verschiedenen Moleküle in unterschiedlichen Schichten zu finden sind. Proteine sammeln sich in der unteren, organischen Phase (im Phenol und Chloroform), während die RNA in der oberen (wässrigen) Phase gelöst ist. Die DNA befindet sich größtenteils an der Phasengrenze (Interphase). Nukleinsäuren können selektiv durch eine Ethanolfällung gefällt werden, jedoch sollte vorher die Trennung der beiden Phasen erfolgen. Weiterentwicklungen der Phenol-Chloroform-Extraktion sind die Phenol-Chloroform-Isoamylalkohol- (im Volumenverhältnis 25:24:1) und die Trizol-Extraktion.